# A Forest
A Forest è un singolo del gruppo musicale inglese The Cure, pubblicato l'8 aprile 1980 come unico estratto dall'album Seventeen Seconds.
Registrata e mixata in soli sette giorni, insieme al resto delle canzoni dell'album, A Forest è rappresentativa della fase gothic rock dei Cure dei primi anni ottanta. Brano immancabile nei concerti della band per molti anni, ne sono apparse svariate versioni in album dal vivo, e la canzone è stata remixata e pubblicata su singolo tratta dalla compilation Mixed Up del 1990.

## Descrizione
Il brano è sicuramente uno dei più famosi del gruppo, e che meglio identifica il periodo dark della band, durato dal 1980 al 1982. La canzone è costituita da un ripetitivo giro di basso di Simon Gallup, affiancato da una altrettanto ripetitiva batteria di Lol Tolhurst. Il cantato di Robert Smith è costituito da semplici strofe molto simili fra loro, e privo di un ritornello, mentre la parte di chitarra è essenziale, funzionale a dare atmosfera e appoggio al basso. Le tastiere di Matthieu Hartley contribuiscono poi in modo fondamentale a dare il tocco oscuro al brano. Il testo è molto vago, si riferisce ad un uomo che cerca una ragazza in un bosco, ma non riesce a trovarla in quanto la ragazza non si trova lì.

### Origine e registrazione
Mike Hedges co-produsse l'album Seventeen Seconds, e quindi anche A Forest, insieme a Robert Smith. Hedges aveva già lavorato con la band in precedenza in occasione del singolo Killing an Arab. Intervistato nel 2004, disse di non ricordare che esistessero dei nastri demo dei brani di Seventeen Seconds; generalmente il gruppo era solito suonare in studio dal vivo le tracce base dei brani, per poi aggiungervi le sovrincisioni. All'epoca della registrazione dell'album, il bassista Simon Gallup e il tastierista Matthieu Hartley erano appena entrati a far parte dei Cure. Gallup aveva sostituito Michael Dempsey, che si era unito agli Associates. A Forest fu una delle prime canzoni aggiunte al setlist della nuova formazione del gruppo.
Causa ristrettezze di budget, Seventeen Seconds fu registrato e mixato in sette giorni con un costo rispettivamente di circa 2000 e 3000 sterline, con i membri della band che lavorarono per 16 o 17 ore al giorno per completare l'album. Hedges e Smith sapevano che A Forest avrebbe necessitato maggiore lavoro rispetto alle altre tracce dell'album, e maggiori strati di sovrincisioni. Fu una delle ultime canzoni ad essere terminate; la traccia base venne incisa per prima, seguita dalle varie parti strumentali individuali, e per concludere la traccia vocale di Smith. Il proprietario della Fiction Records Chris Parry disse a Smith che la canzone aveva il potenziale per essere un successo se le avessero dato una sonorità "radio friendly", ma Smith si rifiutò, dicendo che la traccia andava bene così com'era in quanto suonava come se l'era immaginata nella sua testa, e non voleva renderla più "commerciale". Il missaggio di A Forest venne ultimato nell'ultimo giorno delle sedute di registrazione dell'album.

### Composizione e testo
A Forest e l'album nel quale è contenuta, Seventeen Seconds, sono rappresentativi della fase più dark e gotica dei Cure degli inizi degli anni ottanta. Il biografo dei Cure Jeff Apter definì A Forest "il pezzo d'atmosfera definitivo dei primi Cure" e disse di considerarla il fulcro dell'album. L'intenzione di Smith con A Forest era quella di creare una canzone che fosse "veramente d'atmosfera", e l'autore disse di ritenerla un'incisione cruciale per la storia del gruppo, che rappresenta "l'archetipo del sound dei Cure".
La traccia presenta un'introduzione del tema principale, con tastiera monocorde e arpeggio di chitarra, con una breve figurazione di basso, seguita poi dall'ingresso della parte ritmica di batteria e basso, con gli accordi di chitarra e la voce di Robert Smith. La versione pubblicata su singolo sfuma dopo circa quattro minuti, mentre sull'album gli strumenti escono a uno a uno, concludendo con il suono del basso al minuto 4:46. Simon Gallup disse che il suo modo di suonare nella traccia risentiva dell'influenza del bassista Jean-Jacques Burnel degli Stranglers, del quale era un grande ammiratore.
Nel corso degli anni, Smith ha fornito svariate interpretazioni del testo della canzone da lui scritto. Dichiarò che si era basato su un sogno che aveva fatto da bambino dove, perdutosi nel bosco, non riusciva più a uscirne; tuttavia, in seguito negò il tutto dicendo che si trattava solo di una "canzone che parla di una foresta".

### Pubblicazione e accoglienza
A Forest fu pubblicata su singolo il 5 aprile 1980. La B-side era Another Journey by Train, un brano strumentale rifacimento del pezzo Jumping Someone Else's Train degli stessi Cure. Il 45 giri fu accolto da pareri critici discordanti, sebbene si rivelò un passo avanti per la band dal punto di vista commerciale. All'inizio del 1980, il singolo trascorse otto settimane nella UK Singles Chart, raggiungendo come posizione massima la numero 31 il 12 aprile dello stesso anno. Si trattò del più alto piazzamento in classifica per la band fino a quel punto. Negli Stati Uniti, la canzone raggiunse la posizione numero 47 nella classifica di Billboard Dance Music/Club Play Singles.
La versione inclusa nella compilation Standing on a Beach - The Singles 1978-1985 del 1986 non è quella presente nell'album Seventeen Seconds, e nemmeno quella accorciata del singolo, ma una versione alternativa a sé stante, in quanto in essa è invece assente l'introduzione senza batteria e basso.
Sin dalla sua uscita, A Forest divenne una delle canzoni più celebri e suonate della band, con oltre 1,000 esecuzioni dal vivo documentate. Una versione live di A Forest apparve su un maxi-single da 12" del brano The Hanging Garden pubblicato nel luglio 1982. Nel 1984 è stata inclusa nell'album dal vivo Concert: The Cure Live in una versione "punkeggiante". Altre versioni live sono state incluse nel concert film Show, e sul primo disco dell'album Bestival Live 2011.
Nel 1990, il brano fu registrato di nuovo e remixato da Mark Saunders per l'album Mixed Up. Il "Tree mix" di A Forest venne pubblicato su singolo il 6 dicembre 1990, mentre l'album uscì qualche settimana prima, il 20 novembre. La canzone venne poi rifatta una seconda volta in occasione del cofanetto Join the Dots, questa volta remixata da Mark Plati e con la partecipazione di Earl Slick alla chitarra. Questa versione fu definita "orribile" e "istantaneamente datata" dal critico musicale Chris Ott. Una versione acustica del brano è stata pubblicata sul bonus disc accluso ad alcune copie della compilation Greatest Hits del 2001. Robert Smith prestò la voce per una reinterpretazione di A Forest da parte dei Blank & Jones, apparsa nel loro album Monument del 2004.

## Videoclip
Per il brano fu anche diretto il primo videoclip ufficiale del gruppo. Esso mostra i componenti della band suonare in una stanza scura, con dei primi piani sui volti dei componenti della band, in particolare su quello di Smith, che ancora non sfoggiava il suo particolarissimo look, che caratterizzerà i The Cure in futuro. Alle sequenze della band che suona si alternano le immagini di alcuni alberi.

## Tracce

### 7"
Lato A
1. A Forest (single version)

Lato B
1. Another Journey By Train

### 12"
Lato A
1. A Forest (album version)

Lato B
1. Another Journey By Train

## Formazione
- Robert Smith - voce, chitarra
- Simon Gallup - basso
- Matthieu Hartley - tastiere
- Lol Tolhurst - batteria

## A Forest (tree mix)
Il brano, come detto, fu registrato e mixato nuovamente nel 1990 e ripubblicato come singolo il 6 dicembre dello stesso anno solo per il mercato francese con il titolo A Forest (tree mix), per promuovere l'album Mixed Up.

### Tracce
1. A Forest (tree mix)
2. A Forest (original)
3. Inbetween Days (shiver mix)

## Formazione

### Versione originale
- Robert Smith - voce, chitarra elettrica
- Simon Gallup - basso
- Matthieu Hartley - tastiere
- Lol Tolhurst - batteria

### Versione tree mix
- Robert Smith - voce, chitarra, tastiere
- Simon Gallup - basso
- Porl Thompson - batteria